# Antillodesmus vincenti
Antillodesmus vincenti är en mångfotingart som först beskrevs av Pocock 1894.  Antillodesmus vincenti ingår i släktet Antillodesmus och familjen Chelodesmidae. Inga underarter finns listade i Catalogue of Life.